# Mota Engil
Mota-Engil är ett portugisiskt byggföretag och konglomerat, med verksamhet i Portugal, Brasilien, Mexiko, Colombia, Peru, Venezuela, USA, 
Angola, Kap Verde, Malawi, Moçambique, São Tomé och Príncipe, 
Slovakien, Spanien, Ungern, Irland, Polen, Tjeckien, Rumänien och Turkiet.
Företaget grundades 1946, och har sitt huvudkontor i Porto, Portugal.
Mota-Engil är börsnoterad på Euronext Lisbon och ingår i PSI-20 index.